# Le bel Hubert
Pour les articles homonymes, voir Hubert.
Le bel Hubert, de son vrai nom Hubert Bourquin, est un célèbre chansonnier et garagiste de Suisse romande, né le 11 novembre 1951 à Sonceboz-Sombeval, dans le Jura bernois.

## Biographie
De 1975 à 1981, il pratique la compétition de 2 CV cross. De 1984 à 1985, il rédige un billet satirique hebdomadaire pour Radio Jura bernois.
Le Bel Hubert chante en solo depuis 1990. Il s'est produit dans de nombreux festivals, tant en Suisse (Paléo Festival de Nyon, Festival de la Cité à Lausanne) qu'à l'étranger (Printemps de Bourges, Festival d'Avignon, etc.). En 1998, il réalise l'album « Entre » ; extraite de cet album, la chanson « Les patates » est un grand succès. Dans « Les patates », il conte, avec un humour typique, une amourette champêtre : « Comme des doigts sur une rape à rösti/ ma vie est dev'nue un enfer/ j'ai attrapé l'démon d'midi/ pour une vendeuse de pommes de terre (refrain) ». C'est lui qui a réalisé l'hymne jurassien pour l'Exposition nationale de 2002.
De 2005 à 2010, il est en tournée avec Sarclo (ou Sarcloret) et Simon Gerber, dans un spectacle s'intitulant « La Quinzaine du blanc chez les trois Suisses ou La Gym Hommes de Sonceboz ». Un CD-DVD éponyme est sorti en 2006.
Le 18 janvier 2008, Hubert Bourquin se produit lors d'une soirée musicale à la grande salle Saint-Georges de Delémont. Caractéristique de son sens de l'engagement, le Bel Hubert soutient à cette occasion le comité d'initiative pour la protection des paysages bocagers jurassiens. Deux autres chanteurs jurassiens participent à la soirée : Vincent Vallat et Florent Brancucci. Le 24 février 2008, il perd son combat puisque l'initiative est refusée, en votation populaire, par 59,7 % des Jurassiens (36,1 % de participation).
Le 1er février 2008, il est le grand invité de l'émission « Têtes en l'air », animée par Manuella Maury en première partie de soirée sur la télévision suisse romande (TSR). De cet artiste, Manuella Maury en décrit toute l'originalité : « J’ai beaucoup aimé Hubert Bourquin dit le Bel Hubert. Parce qu’il avait encore du cambouis de ses bagnoles sous les ongles et de l’aristocratie sous son épaisse carrosserie un peu cabossée. Une poésie dans une peau de brute, une peau de brute déguisée en fleur. Je suis certaine que Brassens aurait eu du plaisir à boire un coup avec lui à Sonceboz. »
En janvier 2010, Bel Hubert chante au Festival Le Chant des Beaux Humains à Lausanne dans une soirée mémorable avec Yves Jamait et Pascal Rinaldi. Il y rencontre Samuel Garcia, l'accordéoniste d'Yves Jamait. Cette rencontre donne l'impulsion à l'enregistrement quelques mois plus tard d'un nouveau CD « Victor, ma Vache et Moi », paru en décembre 2010. Bel Hubert y est accompagné par Samuel Garcia et Simon Gerber. Yves Jamait y fait une apparition sur Joli Foutoir, chanson de Sarcloret.
Dès janvier 2011, Bel Hubert est en tournée avec son nouveau spectacle, accompagné par Samuel Garcia (accordéon) ou/et Simon Gerber (guitare et contrebasse).

## Discographie
- Chansons (1990) : « La vache », « La fille du tracteur », « Le taureau à bretelles », etc.
- Capucines (1991)
- Limaces (comme ça là-devant) (1994) : « Le cycliste », « Brouette », « Génisse », etc.
- Entre (1998) : « Les patates », « Futur assez simple », « Mon bœuf à moi », etc.
- Deux siestes (2003) : « Gisèle », « Téléski », « Morpion », « Poêle à frire », etc.
- Quinzaine du blanc chez les 3 Suisses (2006) avec Sarclo et Simon Gerber (CD+DVD, enregistrement en public)
- Victor, ma Vache et Moi (décembre 2010) avec la participation d'Yves Jamait, dont « Joli foutoir »[4].